# Fortaleza Challenger 1991
Il Fortaleza Challenger 1991 è stato un torneo di tennis facente parte della categoria ATP Challenger Series nell'ambito dell'ATP Challenger Series 1991. Il torneo si è giocato a Fortaleza in Brasile dal 22 al 28 luglio 1991 su campi in terra rossa.

## Vincitori

### Singolare
Oliver Fernández ha battuto in finale  Christian Weis con il punteggio di 6–3, 6–4

### Doppio
Nelson Aerts /  Danilo Marcelino hanno battuto in finale  Oliver Fernández /  Gerardo Martínez con il punteggio di 6–3, 6–4